# Alpinia nidus-vespae
Alpinia nidus-vespae är en enhjärtbladig växtart som beskrevs av A.Raynal och Jean Raynal. Alpinia nidus-vespae ingår i släktet Alpinia och familjen Zingiberaceae.
Artens utbredningsområde är Vanuatu. Inga underarter finns listade i Catalogue of Life.